# Oman mečolistý

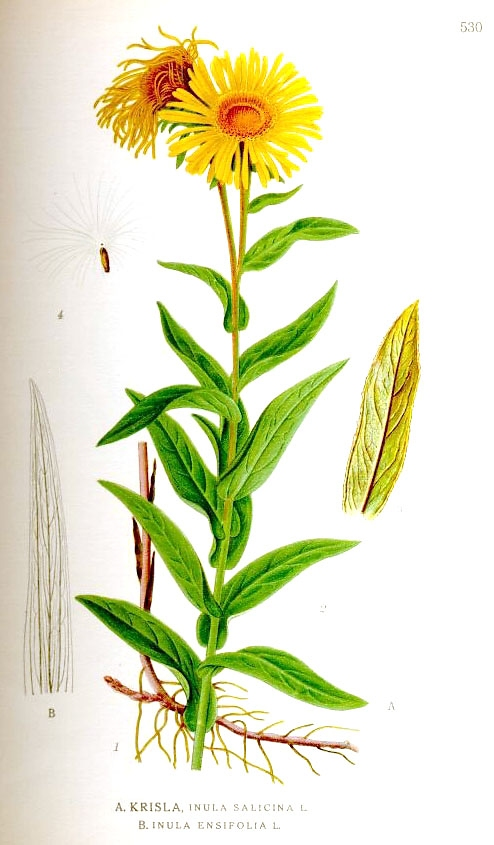
Popisný obrázek

Oman mečolistý (Inula ensifolia) je vytrvalá bylina z čeledi hvězdnicovitých, dorůstající do výšky 10–30 cm. Kvete v červnu až srpnu, vytváří dekorativní kvetoucí trsy se žlutými květy. Listy na přímých lodyhách jsou čárkovitě kopinaté, špičaté, celokrajné, na okrajích brvité. Plodem je nažka.

## Výskyt a ekologie
V České republice se oman mečolistý nachází roztroušeně v teplých oblastech jižní Moravy. Areál přirozeného výskytu sahá od jižní a střední Evropy na východ až po střední Rusko. Vyskytuje se na slunných, suchých loukách, na pastvinách a stráních od nížin po pahorkatiny. Vyhledává vápenné podklady.
V květeně České republiky patří k ohroženým druhům (kategorie C3).

## Pěstování
Pěstuje jako trvalka nebo skalnička v záhonech nebo skalkách, hodí se na suché zídky, střešní zahrady či do spár, samostatně i v kombinaci s dalšími skalničkami. Květy lze použít k řezu. Vyžaduje slunné stanoviště nebo polostín a propustné půdy. Množení semeny, dělením trsů v březnu, řízkováním.